# 娜丁·維拉茲蓋茲
娜丁·E·維拉茲蓋茲（英語：Nadine E. Velazquez，1978年11月20日—），美國女演員和模特兒。知名於電視劇《愚人善事》（2005年至2009年）中飾演卡塔莉娜。而她也參演過電影《玩命對戰》（2007年）、《機密真相》（2012年）和《龍兄唬弟2》（2016年）。

## 早期生活
維拉茲蓋茲出生於芝加哥。她是波多黎各裔美國人。從聖母女中畢業後，她就讀了芝加哥哥倫比亞學院，並於2001年獲得文學士學位。

## 個人生活
維拉茲蓋茲於2005年嫁給了人才中介Marc Provissiero。兩人於2011年離婚。

## 外部連結
- 娜丁·維拉茲蓋茲在互联网电影资料库（IMDb）上的資料（英文）
- Maxim magazine article on Nadine Velazquez （页面存档备份，存于）